# Markus Pröll
Markus Pröll (* 28. August 1979 in Rheinbach) ist ein ehemaliger deutscher Fußballtorwart und heutiger -trainer. Er spielte für den 1. FC Köln, Eintracht Frankfurt und Panionios Athen. 2011 beendete er seine Karriere und war als Spielerberater tätig. Pröll lebt heute in Köln.

## Spielerkarriere

### 1. FC Köln
Als der 1. FC Köln 1998 in die 2. Bundesliga abstieg, rückte der gerade 19-jährige Pröll in den Profikader auf und konnte schon im Laufe der Hinrunde die Stammposition im Tor vom bisherigen Stammtorhüter und seinem späteren Trainer bei Eintracht Frankfurt Andreas Menger übernehmen. In der Folge wurde er mehrfach in die U-21-Nationalmannschaft berufen. Er konnte, inzwischen mit dem Verein in die Bundesliga aufgestiegen, den Stammplatz im Tor seines Vereins bis zum Ende der Saison 2000/01 halten. In der Folgesaison startete sein bisheriger Ersatzmann Alexander Bade als Nummer eins, doch Pröll konnte gegen Ende der Hinrunde seinen Stammplatz zurückerobern. Auch im folgenden Jahr, wieder in Liga 2, erhielt Bade zunächst den Vorzug vor Pröll. Als Pröll in dieser Saison bei nur zwei Einsätzen in der Liga weitgehend auf der Ersatzbank blieb und zur nächsten Spielzeit Stefan Wessels als neuer Stammtorhüter verpflichtet wurde, wechselte Pröll im Sommer 2003 zur Frankfurter Eintracht.

### Eintracht Frankfurt
In der Aufstiegssaison von Eintracht Frankfurt (2004/05) spielte Pröll eine bedeutende Rolle und wurde von den Fans zum Frankfurter Spieler der Saison gewählt. Durch eine Verletzung spielte er allerdings in der folgenden Saison nicht mit, dafür rückte Oka Nikolov ins Tor.
In der Saison 2006/2007 hatte ihn Trainer Friedhelm Funkel wieder zur Nummer 1 vor Oka Nikolov bestimmt. Von sich reden machte er, als er drei Elfmeter in Folge halten konnte. Er wurde daraufhin vom Kicker-Sportmagazin als bester Bundesligatorhüter der Hinrunde 2006/2007 eingestuft. Dies lag auch daran, dass er in der Hinrunde in allen drei Wettbewerben (Bundesliga, DFB-Pokal und UEFA-Cup) fast fehlerfrei geblieben und somit maßgeblich mitverantwortlich für den Erfolg der Frankfurter Eintracht war.
Die Rückrunde der Saison 2006/07 verpasste er, da Ärzte einen Rippenbruch zunächst nicht erkannt hatten. Seit der Saison 2007/08 war Pröll Mitglied im Mannschaftsrat. In der Rückrunde der Saison 2007/08 fiel er nach einem Teilriss des Syndesmosebandes wochenlang aus. Zu Beginn der Saison 2008/09 verlor er nach einer Operation am Sprunggelenk seinen Stammplatz an Oka Nikolov. Seit dessen Verletzung am 14. Spieltag stand Pröll wieder im Tor.
Markus Pröll wurde in Freundschaftsspielen der Eintracht gelegentlich als Stürmer eingesetzt. So erzielte er im Spiel gegen den Darmstädter Bezirksligisten SKG (9:2) im Sommer 2006 vier Tore.
Aufgrund einer Schulterverletzung nach einem Sturz fiel Pröll die gesamte Hinrunde 2009/10 aus. Markus Pröll verließ Eintracht Frankfurt mit Auslaufen seines Vertrages zum Ende der Saison 2009/10. Beim letzten Heimspiel am 1. Mai 2010 wurde er unter großem Beifall der Fans verabschiedet.

### Vereinslosigkeit
Pröll trainierte nach seinem Abschied aus Frankfurt bei Bayer 04 Leverkusen mit. Im Dezember 2010 absolvierte er ein Probetraining beim Bundesligisten 1. FC Köln. Dort suchte man für die Rückrunde der Saison 2010/2011 einen neuen Torwart, nachdem Faryd Mondragón seinen Wechsel zu Philadelphia Union angekündigt hatte. Der Verein entschied sich aber für den jüngeren Michael Rensing.

### Panionios Athen
Nach rund einem halben Jahr ohne Verein unterschrieb Pröll im Februar 2011 bei Panionios Athen, wo er Ersatztorwart hinter dem österreichischen Nationaltorhüter Jürgen Macho war. Der Vertrag mit dem abstiegsgefährdeten griechischen Erstligisten lief bis Ende der Saison. Eine Vertragsverlängerung lehnte Pröll ab.

### Nationalmannschaft
Pröll stand sechs Mal im Tor der deutschen U-21-Nationalmannschaft.

## Trainerkarriere
Im Sommer 2011 erwarb Pröll eine Lizenz zum Spielerberater und beendete seine aktive Karriere im Dezember desselben Jahres. Pröll erklärte dazu, die Nachwirkungen früherer Verletzungen würden eine Rückkehr zu voller Leistungsfähigkeit verhindern, eine bei Fortsetzung der Karriere notwendige dauerhafte Schmerzmedikation wolle er sich nicht antun.
Ab Januar 2015 war Pröll bei den Sportfreunden Siegen als Torwarttrainer tätig.
Im September 2015 wurde Pröll Torwarttrainer bei Alemannia Aachen. Schon nach 78 Tagen trat Pröll im Dezember 2015 zurück.

## Erfolge
- 2000 Aufstieg in die 1. Bundesliga
- 2003 Aufstieg in die 1. Bundesliga
- 2005 Aufstieg in die 1. Bundesliga

## Nach der Karriere
Nach seiner Karriere als Fußball-Profi war Pröll zunächst als Spielerberater tätig und wurde anschließend Unternehmer. Neben Kulturtaschen für Profi-Sportler vertreibt Pröll eine von ihm erfundene Präsentationsfolie für Sport-Trikots.